# Guido Sklenar
Guido Sklenar (* 15. Juni 1871 in Albona; † 25. Mai 1953 in Mistelbach) war ein österreichischer Lehrer und Imker.
Seine ersten Erfahrungen mit Bienen machte Sklenar am Bienenstand seiner Lehrerbildungsanstalt. Unter den von Sklenar betreuten Bienenvölkern erkannte er das Volk 47 als besonders ruhig und ertragsstark und züchtete aus diesem die Carnica-Linie. Ab 1919 wurde er Züchter und gründete 1921 die Österreichische-Königinnenzüchter-Vereinigung, deren Mitteilungsblatt, das Bienenmütterchen von ihm herausgegeben wurde. 1923 veröffentlichte er sein Hauptwerk Imkerpraxis, das noch heute als Standardlehrbuch gilt. In Ehrung seiner Verdienste wurde er 1932 mit dem Titel Ökonomierat geehrt.